# 恩佐·贝阿尔佐特
恩佐·贝阿尔佐特（義大利語：Enzo Bearzot，1927年9月26日—2010年12月21日）是一名意大利足球运动员及教练，曾带领意大利国家队赢得1982年世界杯冠军。绰号「老人家」（Vecio）。2010年12月21日逝世于米兰，享年83岁。这一天也是意大利国家队历史上另一位伟大教练维托里奥·波佐（Vittorio Pozzo）的忌日。

## 生平

### 球员
恩佐·贝阿尔佐特出生於義大利東北部弗留利-威尼斯朱利亚的阿耶洛·德尔弗留利（Aiello del Friuli），他於1946年在意乙球队普罗戈里齐亚（Pro Gorizia）展開足球事業，当时司职中后卫，1948年加盟了意甲球队国际米兰，之后在意乙球队卡塔尼亚度过了三年，最后两度效力于都灵，期間曾短期重返国际米兰，并於1964年在都灵挂靴，時年37歲。整个球员生涯，他总共在意甲上场251次。
他也曾为意大利国家队出场一次，於1955年11月27日作客對匈牙利。

### 教练

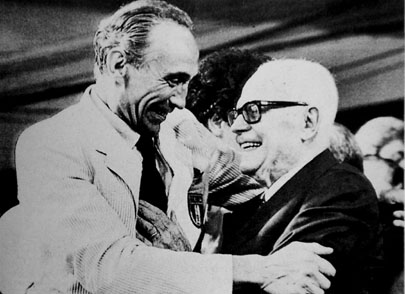
1982年世界杯决赛之后，時任意大利总统佩尔蒂尼（Sandro Pertini）和贝阿尔佐特庆祝胜利

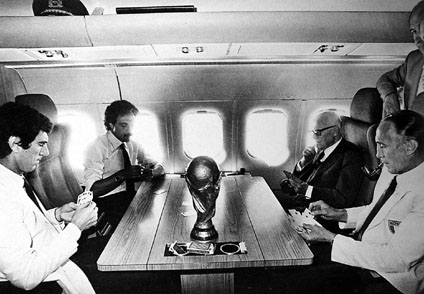
夺冠之后的返程飞机上，贝阿尔佐特和考西奥（Franco Causio）配对玩纸牌，对手是佐夫（Dino Zoff）和佩尔蒂尼（Sandro Pertini）

1964年球员生涯结束后，恩佐·贝阿尔佐特在都灵当起了教练，首先是守门员教练，随后先后成为了内雷奥·罗科（Nereo Rocco）和埃德蒙多·法布里（Edmondo Fabbri）的助手。1968/69年赛季，他在一月接替迪诺·巴拉奇（Dino Ballacci）出任意丙球队普拉托（Prato）的主教练。
随后他进入意大利足协，首先出任国家青年队（意大利U23）主教练，但很快他就成为意大利国家队主教练费鲁乔·瓦尔卡雷吉（Ferruccio Valcareggi）和富尔维奥·贝尔纳尔迪尼（Fulvio Bernardini）的助手。
1974年世界杯之后，在技术委员吉吉·佩罗纳切（Gigi Peronace）的支持下，他于1975年成为意大利国家队主教练，富尔维奥·贝尔纳尔迪尼與他聯合執教至1977年。上任之后，他未能率队通过1976年歐國盃预选赛。不过在1978年世界盃，他率队获得第四名，并在两年之后在本土舉行的1980年歐國盃上，取得了相同的成绩。
1982年世界杯在西班牙舉行，賽前比亞索堅持挑選因涉及賭博醜聞，被罰停賽兩年後剛復出的保罗·罗西進隊，遭到了意大利傳媒的强烈批评，意大利队在小组赛阶段也表现不佳，三战皆平，在積分及得失球差相同下，僅以多入1球壓倒喀麥隆勉强出线。每場賽後記者會成為審判會，其後比亞索拒絕在賽後接受傳媒訪問，被稱為「沉默記者會」（silenzio stampa），而義大利亦在第二輪分組賽開始發揮水準，先後擊敗阿根廷及巴西兩支南美傳統勁旅取得出線資格，保罗·罗西更在3-2擊敗巴西包辦三球演出帽子戲法；準決賽對異軍突起的波蘭，保罗·罗西又梅開二度，以2-0淘汰對手晉級決賽；1982年7月11日決賽在圣地亚哥·伯纳乌球场舉行，對手是德國，保罗·罗西先拔頭籌，最終比亞索率领的義大利以3-1獲勝赢得了世界杯冠军，是義大利第三座世界盃，追平當時巴西的奪冠記錄。而保罗·罗西同時獲得金靴奖及金球獎兩大個人獎項，證明比亞索眼光獨到。
世界杯夺冠之后，他未能率队通过1984年歐國盃预选赛，并于1986年世界盃於十六強遭法國淘汰之后辞职，当时他与意大利足协的合同直到1990年为止。
2010年12月21日比亞索在米蘭去世，享年83歲，意甲發表簡短聲明：「老人家再見，我們懷念您的智慧。」，沒有公佈死因。保罗·罗西稱讚比亞索是20世紀義大利最偉大的人物之一。

## 成就
意大利国家队
- 世界盃：1982年；

## 外部連結
- Profile
- Aforismi di Enzo Bearzot （页面存档备份，存于）

| 前任： | 世界盃冠軍隊教練 1982年 | 繼任： |